# Relaciones Andorra-Australia
Las relaciones Andorra-Australia son las relaciones diplomáticas entre Andorra y Australia.
Las relaciones bilaterales entre Andorra y Australia existen desde 1998 a través de la acreditación diplomática de la Embajada de Australia en Madrid. Andorra no tiene embajada en Australia.

## Visitas de estado
El Secretario de Estado Richard Marles en el Ministerio de Asuntos Exteriores y Comercio de Australia, miembro del ALP, visitó Andorra en abril de 2012. Esta fue la única visita de estado que ha tenido lugar (a partir de 2016).

## Relaciones económicas
Hay muy pocas relaciones económicas entre Andorra y Australia, y no están incluidas en ninguna estadística.